# Burdinne
Burdinne é um município da Bélgica localizado no distrito de Huy, província de Liège, região da Valônia.